# Total War
Total War är en strategidatorspelserie utvecklad av Creative Assembly och utgiven av Electronic Arts, Activision och SEGA. Spelen kombinerar turordningsbaserade kampanjer och resurshantering med fältslag (sedan Empire: Total War även sjöslag) som utkämpas i realtid. I augusti 2016 meddelade Sega att serien hade, sedan det första spelets publicering år 2000 sålt över 20 miljoner exemplar.

## Spel i serien
| Titel                                | År   | Expansioner | Spelmotor                       | Plattform            |
| ------------------------------------ | ---- | --- | ------------------------------- | -------------------- |
| Shogun: Total War                    | 2000 | Shogun: Total War - The Mongol Invasion                                                                          | TW Engine 1                     | Windows              |
| Medieval: Total War                  | 2002 | Medieval: Total War - Viking Invasion                                                                            | TW Engine 1                     | Windows              |
| Rome: Total War                      | 2004 | Rome: Total War - Barbarian Invasion, Rome: Total War - Alexander                                                | TW Engine 2                     | Windows, OS X        |
| Medieval II: Total War               | 2006 | Medieval II: Total War - Kingdoms                                                                                | TW Engine 2                     | Windows, OS X, Linux |
| Empire: Total War                    | 2009 | The Warpath Campaign                                                                                             | TW Engine 3 - Warscape (32-bit) | Windows, OS X, Linux |
| Napoleon: Total War                  | 2010 | The Peninsular Campaign                                                                                          | TW Engine 3 - Warscape (32-bit) | Windows, OS X        |
| Total War: Shogun 2                  | 2011 | Shogun 2: Total War - Fall of the Samurai, Shogun 2: Total War - Rise of the Samurai                             | TW Engine 3 - Warscape (32-bit) | Windows, OS X, Linux |
| Total War: Rome II                   | 2013 | Caesar in Gaul, Hannibal at the Gates, Imperator Augustus, Wrath of Sparta, Empire Divided, Rise of the Republic | TW Engine 3 - Warscape (32-bit) | Windows. OS X        |
| Total War: Attila                    | 2015 | The Last Roman, Age of Charlemagne                                                                               | TW Engine 3 - Warscape (32-bit) | Windows, OS X, Linux |
| Total War: Warhammer                 | 2016 | Chaos Warriors, Call of the Beastmen, Realm of the Wood Elves, Bretonnia, Norsca                                 | TW Engine 3 - Warscape (64-bit) | Windows, OS X, Linux |
| Total War: Warhammer 2               | 2017 | Mortal Empires, Rise of the Tomb Kings, Curse of the Vampire Coast                                               | TW Engine 3 - Warscape (64-bit) | Windows, OS X, Linux |
| Total War Saga: Thrones of Britannia | 2018 | | TW Engine 3 - Warscape (32-bit) | Windows, OS X, Linux |
| Total War: Three Kingdoms            | 2019 | Yellow Turban Rebellion, Eight Princes, Mandate of Heaven, A World Betrayed                                      | TW Engine 3 - Warscape (64-bit) | Windows, OS X, Linux |
| Total War Saga: Troy                 | 2020 | | TW Engine 3 - Warscape (64-bit) | Windows, OS X, Linux |